# Нантмор

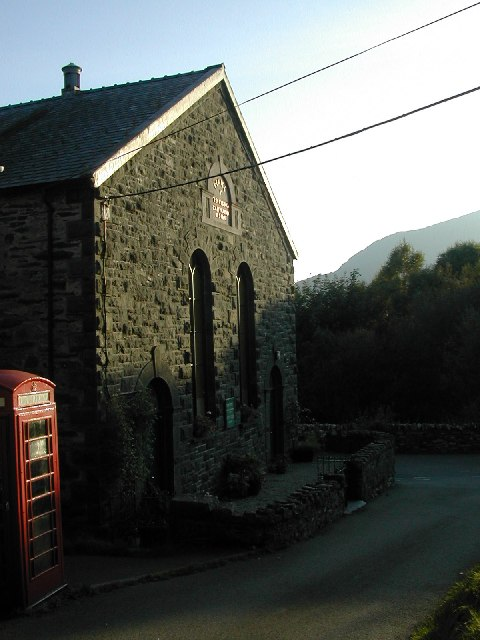
Капелла

На́нтмор (валл. Nantmor) — деревня в графстве Гуинет, что на севере Уэльса. Расположена на территории национального парка Сноудония, в 21-м км к юго-востоку от столицы графства города Карнарвон и в 7-и км от Портмадога. Рядом с нею находится каньон Абергласлин, через который течёт река Гласлин, проложена Валлийская нагорная железная дорога, и который славится красивыми видами.
В документах, датированных XVI—XVIII вв., название деревни звучит несколько иначе: Нанмор (Nanmor), а карта 1558 г., хранящаяся в Государственном картографическом управлении (Ordnance Survey), содержит имя: Нант-и-мор (Nant-y-mor). Название деревни в его прежнем звучании взяли себе псевдонимом валлийский поэт Давит Нанмор и его ученик Рис Нанмор.
В 1833 г. в деревне построили методистскую капеллу, к которой в 1867 г. пристроили ещё два здания. В 1922 г. в Нантморе открылась станция Валлийской нагорной железной дороги, закрытая в 1936 г., когда на линии отменили пассажирское движение. Новое открытие станции последовало только в 2010 г.